# Konceptualisme
Konceptualisme er et midterstandpunkt i forhold til nominalisme, og altså en variant af denne. Ifølge tankegangen findes almenbegreberne kun i bevidstheden, hvor de dannes ved abstraktion. Konceptualismen hævder, at almenbegreberne har en vis lighed eller sammenhæng med virkeligheden, og at de altså derved har erkendelsesteoretisk værdi, i modsætning til nominalismen, som ikke mener, at almenbegreberne har nogen lighed med virkeligheden. Tankegangen går ikke så langt som realismen, men hævder, at almenbegreberne ikke kan være helt vilkårlige.